# (6533) Giuseppina
(6533) Giuseppina est un astéroïde de la ceinture principale.

## Description
(6533) Giuseppina est un astéroïde de la ceinture principale. Il fut découvert le 24 février 1995 à Catalina Station par Carl W. Hergenrother. Il présente une orbite caractérisée par un demi-grand axe de 2,64 UA, une excentricité de 0,04 et une inclinaison de 22,7° par rapport à l'écliptique.

## Compléments